# ULEB Eurocup Coach of the Year
L'Eurocup Coach of the Year è il premio conferito dalla Eurocup al miglior allenatore della stagione.

## Vincitori
| Stagione  | Nazionalità   | Allenatore              | Squadra                |
| --------- | ------------- | ----------------------- | ---------------------- |
| 2008-2009 | Turchia       | Oktay Mahmuti           | Benetton Treviso       |
| 2009-2010 | Grecia        | Īlias Zouros            | Panellīnios            |
| 2010-2011 | Croazia       | Aza Petrović            | Cedevita Zagabria      |
| 2011-2012 | Slovenia      | Jure Zdovc              | Spartak S. Pietroburgo |
| 2012-2013 | Grecia        | Fōtīs Katsikarīs        | Bilbao Basket          |
| 2013-2014 | Italia        | Andrea Trinchieri       | UNICS Kazan'           |
| 2014-2015 | Spagna        | Aíto García Reneses     | Gran Canaria           |
| 2015-2016 | Italia        | Maurizio Buscaglia      | Aquila Trento          |
| 2016-2017 | Spagna        | Pedro Martínez Sánchez  | Valencia Basket        |
| 2017-2018 | Serbia        | Saša Obradović          | Lokomotiv Kuban'       |
| 2018-2019 | Spagna        | Aíto García Reneses (2) | Alba Berlino           |
| 2019-2020 | Non assegnato | Non assegnato           | Non assegnato          |
| 2020-2021 | Montenegro    | Zvezdan Mitrović        | AS Monaco              |
| 2021-2022 | Serbia        | Dušan Alimpijević       | Bursaspor              |
| 2022-2023 | Turchia       | Erdem Can               | Türk Telekom           |
| 2023-2024 | Finlandia     | Tuomas Iisalo           | Paris Basketball       |
| 2024-2025 | Spagna        | Pedro Martínez (2)      | Valencia               |